# Robinson Aponzá
Robinson Aponzá Carabalí (Suárez, Cauca, Colombia; 11 de abril de 1989) también conocido como Gancho, es un futbolista colombiano. Juega como extremo izquierdo y su equipo actual es el Municipal Limeño de la Primera División de El Salvador.

## Trayectoria

### Cortulua
Desciende con el Cortuluá en el Torneo Finalización 2010

### Atlético Bucaramanga
En la Copa Colombia 2012 fue goleador del Atlético Bucaramanga con 6 goles, anotando en el partido de vuelta ante América de Cali, gol que le valió el pase a semifinales. En una práctica desobedeció al técnico Alberto Gamero, a quien reclamó por no darle la titularidad en un partido ante Independiente Medellín por la Copa, y al negarse a viajar a Medellín, fue separado del entrenamiento. Luego pediría disculpas.

### Deportes Tolima
En el 2014 fue campeón de la Copa Colombia con el Deportes Tolima.

### Alianza Atlético
En el (2015) fue al Alianza Atlético de Perú donde en su última temporada marcó 30 goles en 38 partidos jugados.

### Junior
En diciembre de 2016 es fichado por Junior un club de Colombia para afrontar la Liga Águila 2017.

### Millonarios
El 23 de junio es confirmado como nuevo jugador de Millonarios de Colombia cedido por un año. Debuta el 27 de julio en el empate a dos goles en casa de Alianza Petrolera por la Copa Colombia 2017 jugando los últimos 19 minutos al entrar por Duvier Riascos.

Se corona como campeón del Torneo Finalización 2017 al derrotar 3 a 2 en el global a su rival Independiente Santa Fe.

### Sport Rosario
El 29 de diciembre es confirmada su vuelta a Perú para el 2018 para jugar con el Sport Rosario, club con el que disputará el Campeonato Descentralizado 2018 y Copa Sudamericana 2018. Debuta el 11 de febrero marcando el único gol de su equipo en la dura derrota 4 por 1 visitando al Sporting Cristal. Jugó la Copa Sudamericana 2018, perdiendo en primera ronda contra Club Atlético Cerro. Rescindió con los huaracinos por los problemas económicos que padecía el club.

### Alianza Universidad
En el 2019 ficha por el recién ascendido Alianza Universidad. Debutó en la tercera fecha del Apertura en la victoria por 1-0 ante Ayacucho FC.

## Clubes
| Club                 | País                 | Año         |
| -------------------- | -------------------- | ----------- |
| América de Cali      | Colombia             | 2006        |
| Atlético Huila       | Colombia             | 2007        |
| América de Cali      | Colombia             | 2008        |
| Atlético Bucaramanga | Colombia             | 2009        |
| Cortuluá             | Colombia             | 2009 - 2010 |
| Olimpia              | Paraguay             | 2011        |
| Rionegro Águilas     | Colombia             | 2011        |
| Cortuluá             | Colombia             | 2012        |
| Atlético Bucaramanga | Colombia             | 2012        |
| Pumas Morelos        | México               | 2013        |
| Deportes Tolima      | Colombia             | 2013 - 2015 |
| Alianza Atlético     | Perú                 | 2015 - 2016 |
| Junior               | Colombia             | 2017        |
| Millonarios          | Colombia             | 2017        |
| Sport Rosario        | Perú                 | 2018        |
| Jaguares de Córdoba  | Colombia             | 2018        |
| Alianza Universidad  | Perú                 | 2019        |
| Delfines del Este    | República Dominicana | 2020        |
| Municipal Limeño     | El Salvador          | 2021 -      |

## Estadísticas
| Club                            | Temporada           | Liga  | Liga  | Copa Nacional | Copa Nacional | Copa Internacional | Copa Internacional | Total | Total | Prom. · |
| Club                            | Temporada           | Part. | Goles | Part.         | Goles         | Part.              | Goles              | Part. | Goles | Prom. · |
| ------------------------------- | ------------------- | ----- | ----- | ------------- | ------------- | ------------------ | ------------------ | ----- | ----- | ------- |
| América de Cali · Colombia      | 2006                | 1     | 0     | —             | —             | —                  | —                  | 1     | 0     | 0,00    |
| América de Cali · Colombia      | 2008                | 2     | 0     | 5             | 1             | —                  | —                  | 7     | 1     | 0,14    |
| América de Cali · Colombia      | Total club          | 3     | 0     | 5             | 1             | 0                  | 0                  | 8     | 1     | 0,12    |
| Atlético Huila · Colombia       | 2007                | 9     | 1     | —             | —             | —                  | —                  | 9     | 1     | 0,11    |
| Atlético Huila · Colombia       | Total club          | 9     | 1     | 0             | 0             | 0                  | 0                  | 9     | 1     | 0,11    |
| Atlético Bucaramanga · Colombia | 2009-l              | 1     | 0     | 1             | 0             | —                  | —                  | 2     | 0     | 0,00    |
| Atlético Bucaramanga · Colombia | 2012-l              | 18    | 3     | 4             | 1             | —                  | —                  | 22    | 4     | 0,18    |
| Atlético Bucaramanga · Colombia | Total club          | 19    | 3     | 5             | 1             | 0                  | 0                  | 24    | 4     | 0,18    |
| Cortuluá · Colombia             | 2009-ll             | 3     | 0     | 4             | 0             | —                  | —                  | 7     | 0     | 0,00    |
| Cortuluá · Colombia             | 2010                | 15    | 0     | 0             | 0             | —                  | —                  | 15    | 0     | 0,00    |
| Cortuluá · Colombia             | 2012-ll             | 19    | 3     | 9             | 5             | —                  | —                  | 28    | 8     | 0,28    |
| Cortuluá · Colombia             | Total club          | 37    | 3     | 13            | 5             | 0                  | 0                  | 50    | 3     | 0,15    |
| Olimpia Paraguay                | 2011-l              | 9     | 0     | —             | —             | 0                  | 0                  | 9     | 0     | 0,00    |
| Olimpia Paraguay                | Total club          | 9     | 0     | 0             | 0             | 0                  | 0                  | 9     | 0     | 0,0     |
| Rionegro Águilas · Colombia     | 2011-ll             | 4     | 0     | 0             | 0             | —                  | —                  | 4     | 0     | 0,00    |
| Rionegro Águilas · Colombia     | Total club          | 4     | 0     | 0             | 0             | 0                  | 0                  | 4     | 0     | 0,0     |
| Pumas Morelos · México          | 2013-l              | 5     | 0     | 0             | 0             | —                  | —                  | 5     | 0     | 0,00    |
| Pumas Morelos · México          | Total club          | 5     | 0     | 0             | 0             | 0                  | 0                  | 5     | 0     | 0,0     |
| Deportes Tolima · Colombia      | 2013-ll             | 5     | 0     | 1             | 0             | —                  | —                  | 6     | 0     | 0,0     |
| Deportes Tolima · Colombia      | 2014                | 9     | 2     | 7             | 5             | —                  | —                  | 16    | 7     | 0,43    |
| Deportes Tolima · Colombia      | 2015-l              | 4     | 0     | 1             | 0             | —                  | —                  | 5     | 0     | 0,0     |
| Deportes Tolima · Colombia      | Total club          | 18    | 2     | 9             | 5             | 0                  | 0                  | 27    | 7     | 0,25    |
| Alianza Atlético · Perú         | 2015-ll             | 14    | 4     | 0             | 0             | —                  | —                  | 14    | 4     | 0,28    |
| Alianza Atlético · Perú         | 2016                | 38    | 30    | 0             | 0             | —                  | —                  | 38    | 30    | 0,78    |
| Alianza Atlético · Perú         | Total club          | 52    | 34    | 0             | 0             | 0                  | 0                  | 52    | 34    | 0,65    |
| Junior · Colombia               | 2017                | 12    | 1     | 2             | 0             | 4                  | 2                  | 18    | 3     | 0,16    |
| Junior · Colombia               | Total club          | 12    | 1     | 2             | 0             | 4                  | 2                  | 18    | 3     | 0,16    |
| Millonarios · Colombia          | 2017                | 8     | 0     | 1             | 0             | —                  | —                  | 9     | 0     | 0,00    |
| Millonarios · Colombia          | Total club          | 8     | 0     | 1             | 0             | 0                  | 0                  | 9     | 0     | 0,0     |
| Sport Rosario · Perú            | 2018                | 2     | 1     | 0             | 0             | 0                  | 0                  | 2     | 1     | 0,50    |
| Sport Rosario · Perú            | Total club          | 2     | 1     | 0             | 0             | 0                  | 0                  | 2     | 1     | 0,50    |
| Jaguares de Córdoba · Colombia  | 2018                | 4     | 0     | 3             | 1             | —                  | —                  | 7     | 1     | 0,14    |
| Jaguares de Córdoba · Colombia  | Total club          | 4     | 0     | 3             | 1             | 0                  | 0                  | 7     | 1     | 0,14    |
| Alianza Universidad · Perú      | 2019                | 11    | 2     | 0             | 0             | —                  | —                  | 11    | 2     | 0,18    |
| Alianza Universidad · Perú      | Total club          | 11    | 2     | 0             | 0             | 0                  | 0                  | 11    | 2     | 0,18    |
| Envigado Colombia               | 2019                | 0     | 0     | 0             | 0             | 0                  | 0                  | 0     | 0     | 0,0     |
| Envigado Colombia               | Total club          | 0     | 0     | 0             | 0             | 0                  | 0                  | 0     | 0     | 0,0     |
| Total en su carrera             | Total en su carrera | 191   | 47    | 38            | 13            | 4                  | 2                  | 233   | 62    | 0,30    |

### Tripletas
| 1 | 10 de febrero de 2016   | Estadio Melanio Coloma, Sullana | Alianza Atlético - Unión Comercio      | Anotado · Anotado · Anotado | 4 - 1 | Torneo Apertura 2016 |
| 2 | 23 de mayo de 2016      | Estadio Melanio Coloma, Sullana | Alianza Atlético - Univ. César Vallejo | Anotado · Anotado · Anotado | 3 - 1 | Torneo Clausura 2016 |
| 3 | 25 de noviembre de 2016 | Estadio Melanio Coloma, Sullana | Alianza Atlético - UTC Cajamarca       | Anotado · Anotado · Anotado | 4 - 2 | Torneo Clausura 2016 |

## Palmarés

### Títulos nacionales
| Título              | Club            | País     | Año     |
| ------------------- | --------------- | -------- | ------- |
| Categoría Primera A | América de Cali | Colombia | 2008-II |
| Categoría Primera B | Cortuluá        | Colombia | 2009    |
| Copa Colombia       | Deportes Tolima | Colombia | 2014    |
| Categoría Primera A | Millonarios     | Colombia | 2017-II |

### Distinciones individuales
| Distinción                                                                                            | Año  |
| --- | ---- |
| Goleador de la Primera División del Perú (30 goles)                                                   | 2016 |
| Incluido en el equipo ideal del Campeonato Descentralizado según el portal periodístico DeChalaca.com | 2016 |